# Эспиноса, Матиас
Матиас Давид Эспиноса Акоста (исп. Matías David Espinoza Acosta; род. 19 сентября 1997, Асунсьон) — парагвайский футболист, защитник клуба «Либертад» и сборной Парагвая.

## Клубная карьера
Эспиноса — воспитанник клуба «Либертад». В 2016 году игрок был включён в заявку на сезоне. В том же году Эспиноса на правах аренды перешёл в «Хенераль Кабальеро». 30 января в матче против «Хенераль Диас» он дебютировал в парагвайской Примере. 10 апреля в поединке против «Серро Портеньо» Матиас забил свой первый гол за «Хенераль Кабальеро».
В 2017 году Эспиноса был арендован «Хенераль Диас». 10 сентября в матче против столичного «Насьоналя» он дебютировал за новый клуб. 12 ноября в поединке против столичной «Олимпии» Матиас забил свой первый гол за «Хенераль Диас».
В начале 2018 года Эспиноса вернулся в «Либертад». 20 июля в матче против «Спортиво Лукеньо» он дебютировал за основной состав. 9 октября в поединке против «Депортиво Капиата» Матиас забил свой первый гол за «Либертад». В составе клуба игрок четыре раза выиграл чемпионата Парагвая.

## Международная карьера
10 октября 2019 года в товарищеском матче года против сборной Сербии Эспиноса дебютировал за сборную Парагвая.

## Достижения
Командные
 «Либертад»
- Победитель парагвайской Примеры (4) — Апертура 2021, Апертура 2022, Апертура 2023, Клаусура 2023